# NGC 769
NGC 769 is een spiraalvormig sterrenstelsel in het sterrenbeeld Driehoek. Het hemelobject werd op 5 november 1882 ontdekt door de Franse astronoom Édouard Jean-Marie Stephan.
Vanaf de aarde gezien bevindt het stelsel NGC 769 zich in het zuidelijk gedeelte van de driehoek gevormd door de sterren alpha Trianguli (Metallah), beta Trianguli (Deltoton), en gamma Trianguli.

## Synoniemen
- PGC 7537
- UGC 1467
- IRAS01567+3040
- MCG 5-5-37
- ARAK 70
- ZWG 503.66
- KUG 0156+306B